# Фризингер-Постма, Анни
Анна («Анни») Кристина Фризингер-Постма (нем. Anna Christina Friesinger-Postma, род. 11 января 1977 года в Бад-Райхенхалле, Бавария, ФРГ) — немецкая конькобежка, трёхкратная олимпийская чемпионка, трёхкратная чемпионка мира в классическом многоборье, чемпионка мира в спринтерском многоборье, 12-кратная чемпионка мира на отдельных дистанциях, 5-кратная чемпионка Европы, 18-кратная чемпионка Германии и 10-кратная призёр. Единственная спортсменка, которая побеждала на всех четырёх чемпионатах мира, проводимых по эгидой Международного союза конькобежцев (среди юниоров — 1, в спринтерском многоборье —  1, в классическом многоборье —  3, на отдельных дистанциях —  12).

## Биография
Анни Фризингер родилась в семье конькобежцев, отца Георга Фризингера из Германии и матери Янины ("Яна") Коровицкой из Польши и в возрасте 3-х лет начала кататься на коньках. Будучи школьницей, в 7 лет Анни участвовала в своих первых соревнованиях и в основном тренировалась на стадионе после школы. В возрасте 9 лет выиграла первый из многих чемпионатов Германии.
В 1989 году она впервые выиграла чемпионат Германии среди юниоров в многоборье и побеждала в течение 5 лет подряд до 1992 года. Всего становилась чемпионкой Германии среди юниоров 9 раз. В 1993 году дебютировала на юниорском чемпионате мира по многоборью, и через год уже стала серебряным призёром в многоборье. Тогда же дебютировала на Кубке мира и на взрослом чемпионате мира в классическом многоборье в Берлине, где заняла высокое 5-е место.
Как и многие одарённые немецкие спортсмены, которые хотят продолжить спортивную карьеру, она пошла в армию, что позволило ей тренироваться полный рабочий день при поддержке государства. Когда ей было 24 года, Фризингер нашла спонсора и быстро уволилась из армии.
В 1996 году в Калгари Анни стала чемпионкой мира среди юниоров в многоборье и впервые участвовала на чемпионате мира на отдельных дистанциях в Хамаре, поднявшись на 4-е место в забеге на 3000 м и заняв 9-е место на дистанции 1500 м. В 1997 году она впервые выиграла чемпионат Германии на дистанции 5000 м, а на чемпионате мира в Варшаве завоевала два "серебра" на дистанциях 1500 и 3000 м.
В сезоне 1997/98 Анни стала чемпионкой Германии в многоборье и через месяц заняла 2-е место в многоборье на чемпионате Европы в Хельсинки. В феврале участвовала на своих первых зимних Олимпийских играх в Нагано и сразу же выиграла бронзовую медаль на дистанции 3000 м, а на дистанции 1500 м заняла 5-е место. Сразу после игр на чемпионате мира в Калгари она заняла 1-е место в забеге на 1500 м и 3-е на 3000 м.
В 2000 году победила на чемпионате Европы в Хамаре в комбинации многоборья, после чего ешё 4 раза становилась первой в многоборье на европейских чемпионатах до 2005 года. А на чемпионате мира в Нагано выиграла "серебро" в беге на 1500 м и в дальнейшем на отдельных дистанциях Анни была на подиуме на семи чемпионатах мира подряд, в том числе выиграла ещё 11 золотых медалей.
В январе 2001 года на чемпионате Европы она упала и получила травмы шеи и колена, а в феврале впервые выиграла чемпионате мира в классическом многоборье в Будапеште и побеждала ещё дважды в 2002 и 2005 годах. На зимних Олимпийских играх в Солт-Лейк-Сити она выиграла золотую медаль на дистанции 1500 м, на дистанции 3000 м - 4-е место, на 1000 м - 5-е и на 5000 м - 6-е место.
В предолимпийский цикл Анни выиграла неоднократно чемпионаты Германии, чемпионаты мира и Европы, а также Кубки мира. На зимних Олимпийских играх в Турине в 2006 году выиграла "бронзу" в забеге на 1000 м, стала 4-й на 1500 м и выиграла "золото" в командной гонке преследования, став двукратной Олимпийской чемпионкой. В 2007 году она стала призёром и победителем на всех трёх чемпионатах мира и выиграла чемпионат Германии как на отдельных дистанциях, так и обоих видах многоборья.
В 2009 году она получила травмы лодыжки и колена, а также переболела свиным гриппом, что сильно сказалось на её подготовке к олимпиаде 2010 года. На зимних Олимпийских играх в Ванкувере Анни заняла 9-е место на дистанции 1500 м и 14-е на 1000 м и курьёзный случай произошёл со спортсменкой в полуфинале командной гонки. На финишной прямой у Анни свело ногу, она упала, но продолжила движение по инерции, активно помогая себе руками. Финишную черту спортсменка пересекла в стиле брасс, после финиша отчаянно колотя лед от неудачи и разочарования. Однако, благодаря воле к победе и активным действиям Анни, сборная Германии смогла опередить своих оппонентов по полуфиналу, и впоследствии, выиграв у японок в финале, завоевала золотые награды.
В июле 2010 года объявила о завершении спортивной карьеры. В марте спортсменка перенесла операцию на колене, которое она повредила во время Игр в Ванкувере. Тогда врачи выявили у Фризингер серьёзное повреждение хряща, которое не оставило надежд на продолжение выступлений в спорте высших достижений.

## Работа
С 2011 по 2014 год Анни Фризингер была послом бренда в компании частного медицинского страхования SDK (Южногерманское медицинское страхование). В течение двух лет она работала на производителя сборных домов. В настоящее время работает предпринимателем, открыла два детских магазина “Маленькие герои” в Австрии и Голландии, а также интернет-магазин детской одежды и аксессуаров. Она является представителем бренда нижнего белья и носков "Ergee", у которого также есть своя спортивная линия.

## Личная жизнь
Анна Фризингер с 2002 года встречалась с голландским олимпийцем Бартом Велдкампом, а вышла замуж за бывшего голландского конькобежца и олимпийского чемпиона Идса Постму 11 августа 2009 года в Зальцбурге, её основной резиденции, где они проживали. Также у Постмы есть дом в Фрисландии. В августе 2011 года у них родилась дочь Жозефина, а весной 2014 года ещё одна дочь Элизабет. Её родители Янина и Георг скончались в 1996 году. У Анни есть родные брат и сестра Ян и Агнесса, также бывшие конькобежцы, которые живут в Финляндии и Норвегии. 
Она получила лицензию пилота, а также прошла начальное дистанционное обучение на дизайнера интерьера. Её хобби: дети, спорт, дизайн интерьера, мода, музыка, путешествия, фотография, авиация и катание на роликах. В качестве побочной профессии Фризингер-Постма выбрала модельную работу. Она позировала в купальниках для нескольких изданий и получила прозвище "Анни суперсекси".